# Världsmästerskapen i hastighetsåkning på skridskor 1904
Världsmästerskapen i hastighetsåkning på skridskor 1904 avgjordes under perioden 6-7 februari 1904 på Gamle Frogner Stadion i Kristiania, Norge.
Petter Sinnerud vann alla fyra distanser, och utsågs till världsmästare. Men då han deltagit i professionella tävlingar i USA diskvalificerades han av ISU, och Sigurd Mathisen blev i stället världsmästare.

## Allroundresultat
| Placering | Åkare            | Nation | 500 meter    | 5 000 meter  | 1 500 meter | 10 000 meter |
| 1         | Sigurd Mathisen  | Norge  | 48.2 (2)     | 9:28.2 (1)   | 2:35.8 (1)  | 19:31.0 (1)  |
| NC2       | Rudolf Gundersen | Norge  | 46.6 (1)     | 9:37.6 (4)   | 2:35.8 (1)  | 19:47.4 (2)  |
| NC3       | Rudolf Røhne     | Norge  | 49.0 (3)     | 9:55.0 (6)   | 2:39.0 (3)  | 19:58.6 (4)  |
| NC4       | Olaf Hansen      | Norge  | 51.2 (5)     | 9:31.2 (2)   | 2:43.4 (4)  | 19:54.6 (3)  |
| NC        | Magnus Johansen  | Norge  | 53.0 (8)     | 10:10.2 (8)  | 2:59.2 (10) | NS           |
| NC        | Thor Poulsen     | Norge  | 56.4 (10)*   | 10:29.0 (12) | 2:48.8 (7)  | NS           |
| NC        | Dagfinn Klaussen | Norge  | 51.6 (6)     | 9:55.0 (6)   | 2:45.6 (5)  | NS           |
| NC        | Nils Gundersen   | Norge  | 54.9 (9)     | 9:49.8 (5)   | 2:47.0 (6)  | NS           |
| NC        | Johan Kaspersen  | Norge  | 1:00.4 (11)* | 10:53.0 (13) | 3:01.2 (11) | NS           |
| NC        | Olaf Johansen    | Norge  | NF           | 10:14.4 (11) | 2:50.2 (8)  | NS           |
| NC        | Olaf Johansen    | Norge  | 51.8 (7)     | 10:13.4 (10) | NF          | NS           |
| NC        | Oluf Steen       | Norge  | 49.2 (4)     | 9:36.0 (3)   | NS          | NS           |
| NC        | Julius Hansen    | Norge  | NS           | 10:10.8 (9)  | 2:54.6 (9)  | 19:58.6 (4)  |
| DQ        | Petter Sinnerud  | Norge  | 46.2 (DQ)    | 9:26.4 (DQ)  | 2:34.8 (DQ) | 19:15.2 (DQ) |

 * = Föll
NC = Utan slutplacering
NF = Slutförde ej tävlingen
NS = Startade ej
 DQ = Diskvalificerad
Source: SpeedSkatingStats.com

## Regler
Fyra distanser åktes:
- 500 meter
- 1500 meter
- 5000 meter
- 10000 meter

Dåtida regler krävde vinst på minst tre av fyra distanser för att officiellt kunna titulera sig världsmästare. Om ingen lyckades med detta, utsågs heller ingen officiell världsmästare.
Silver- och bronsmedaljer delades inte ut.

### Fotnoter
1. ↑  ”Results of the 1904 World Championship Allround Men”. SpeedSkatingStats.com. http://www.speedskatingstats.com/index.php?file=championships&g=m&type=wchall&year=1904. Läst 25 augusti 2012.